# Белянкино (Новгородская область)
Белянкино —  упразднённая деревня в Марёвском  районе Новгородской области России. Ныне (2025) на территории современного Моисеевского сельского поселения.

## География
Находилась в 5 км юго-западнее деревни Намошье на ручье Ждыня. 

## История
В списке населённых мест Демянского уезда Новгородской губернии за 1909 год деревня Осиновик указана как относящаяся к Велильской волости уезда (1 стана 3 земельного участка). 
Снята с учёта решением Новгородского облисполкома от 12 сентября 1984 года № 392.

## Население
Население деревни в составе Белянкинского сельского общества — 56 жителей: мужчин — 26, женщин — 29, число жилых строений — 11. 

## Инфраструктура
Личное подсобное хозяйство с зоной сельскохозяйственного использования, индивидуальная застройка усадебного типа. На 1941 год в Белянкино насчитывалось 22 дома.